# Mezinárodní filmový festival Karlovy Vary 2022
Mezinárodní filmový festival Karlovy Vary 2022 se konal od 1. července do 9. července 2022.

## Hlavní porota
- Benjamin Domenech : producent
- Jan-Ole Gerster : režisér
- Roman Gutek : distributor a festivalový organizátor
- Fiorella Moretti : producentka
- Molly Marlene Stensgaard : střihačka a scenáristka

## Oficiální výběr

### Hlavní soutěž
- Amerika (Izrael, režie: Ofir Raul Graizer)
- Druhořadí (The Ordinaries) (Německo, režie: Sophie Linnenbaum)
- Fucking Bornholm (Polsko, režie: Anna Kazejak)
- Hranice lásky (Polsko, režie: Tomasz Wiński)
- Musíte se přijet podívat (Španělsko, režie: Jonás Trueba)
- Nadějné léto (Kanada, Írán, režie: Sadaf Foroughi)
- Okresní nemocnice (Edna provintsialna bolnitsa) (Bulharsko, režie: Ilian Metev)
- Slovo (Česko, režie: Beata Parkanová)
- Ticho 6–9 (Isihia 6–9) (Řecko, režie: Christos Passalis)
- Vesper (Litva, režie: Kristina Buožytė)
- Vlastní pokoj (Zbornica) (Gruzie, režie: Ioseb Bliadze)
- Vzdáleni (Tooi tokoro) (Japonsko, režie: Masaaki Kudo)

### Soutěž Proxima
- A pak přišla láska… (Česko, režie: Šimon Holý)
- Ještě jedno jaro (Srbsko, režie: Mladen Kovačević)
- Lockdown v zoo (Rakousko, režie: Andreas Horvath)
- Pieta (Španělsko , režie: Eduardo Casanova)
- Pošetilí (Głupcy) (Polsko, režie: Tomasz Wasilewski)
- Přes čáru (Los Agitadores) (Argentina, režie: Marco Berger)
- Ramona (Španělsko, režie: Andrea Bagney)
- Strýček (Stric) (Chorvatsko, Srbsko, režie: David Kapac a Andrija Mardešić)
- Tinnitus (Brazílie, režie: Gregorio Graziosi)
- Za bílého dne (Au grand jour) (Kanada, režie: Emmanuel Tardif)
- Zkouška umění (Česko, režie: Adéla Komrzý a Tomáš Bojar)
- Žena, muž a dítě (Írán, režie: Dornaz Hajiha)

## Ocenění[1]
- Křišťálový glóbus: Nadějné léto (Kanada, Írán, režie: Sadaf Foroughi)
- Zvláštní cena poroty: Musíte se přijet podívat (Španělsko, režie: Jonás Trueba)
- Cena za režii: Beata Parkanová, film Slovo (Česko)
- Cena za ženský herecký výkon: Mariam Khundadze a Taki Mumladze, film Vlastní pokoj (Zbornica) (Gruzie, režie: Ioseb Bliadze)
- Cena za mužský herecký výkon: Martin Finger, film Slovo (Česko)
- Divácká cena Práva: PSH Nekonečný příběh (Česko, režie: Štěpán Vodrážka)[2]
- Cena za nejlepší film soutěže Proxima: Zkouška umění (Česko, režie: Adéla Komrzý a Tomáš Bojar)
- Zvláštní cenu poroty soutěže Proxima: Pieta (Španělsko , režie: Eduardo Casanova)
- Zvláštní uznání poroty soutěže Proxima: Strýček (Stric) (Chorvatsko, Srbsko, režie: David Kapac a Andrija Mardešić)
- Cena za mimořádný umělecký přínos světové kinematografii: Geoffrey Rush
- Cena prezidenta festivalu: Bolek Polívka a Benicio del Toro

## Závod
Ve čtvrtek 7. července se konal třetí ročník závodu Vrchní, prchni, věnovaný zesnulému herci Josefu Abrhámovi; na Mlýnskou kolonádu ve stanovený čas vyběhli výčepní, muži i ženy, odění v bílých košilých, zástěrách a s čísly na zádech; běželi po trase dlouhé 400 metrů, na jejímž konci na ně čekaly holky s chlazeným pivem; vyhrál jednatřicetiletý výčepní z pražského lokálu U Holiše Dominik Kirchmann-Urban. K vidění byl i Velorex, ve kterém jezdil Dalibor Vrána, ztvárněný Josefem Abrhámem.